# آمریکایی‌های هلندی‌تبار
امریکایی‌های هلندی تبار، امریکایی‌هایی هستند که به طور کامل یا نسبی ژن هلندی را به ارث برده اند.
جامعه هلندی که در آمریکا تشکیل گرفت از سال ۱۶۱۳ با نیو آمستردام شروع شد که بعداً توسط بریتانیایی‌ها فتح شد. بعد از جنگ سوم انگلو-هلند، توافق نامه‌ای بین آنها بسته شد بر این مبنا که حاکمان هلندی نیو آمستردام و تمام کلنی هلند نو (مستعمره در آمریکای شمالی) با مستعمره سورینام و آنچه بعداً به عنوان آنتیل هلند برای بریتانیایی‌ها به دلیل ظرفیت‌های تجاری و مبادلاتی جزایر آن (پنبه، شکر، قهوه، تنباکو) شناخته شده، مبادله شود. بریتانیا پس از آن نام نیو امستردام را به ایالت نیویورک تغییر داد.